# Sahnicythere retroflexa
Sahnicythere retroflexa is een mosselkreeftjessoort uit de familie van de Neocytherideididae. De wetenschappelijke naam van de soort is voor het eerst geldig gepubliceerd in 1936 door Klie.